# 3D Kanojo: Real Girl
3D Kanojo: Real Girl (3D彼女 3D Kanojo Riaru Gāru) là một manga được sáng tác bởi Nanami Mao. Truyện được xuất bản bởi nhà xuất bản Kodansha từ tháng 7 năm 2011 đến tháng 5 năm 2016, phát hành trong khoảng thời gian từ tháng 12 năm 2011 đến tháng 8 năm 2016. Truyện cũng được xuất bản bằng tiếng Anh bởi Kodansha USA. Vào đầu năm 2018 đã được công bố một bộ phim dài đặc biệt do Tsutomu Hanabusa và Warner Bros đạo diễn. Vào năm 2018, 3D Kanojo: Real Girl đã được chuyển thể thành hai mùa anime thực hiện bởi hãng phim Hoods Entertainment.

## Cốt truyện
Tsutsui Hikari một chàng Otaku với lối sống tách biệt, tính khí kỳ quặc, chỉ biết đến đi học, xem anime và game, trong một lần đi học muộn đã gặp gỡ Igarashi Iroha, một cô nàng "hot girl" rất có tiếng, cũng không rõ là danh tiếng hay tai tiếng nữa. Và sau một vài rắc rối, họ trở thành một cặp. Nhưng chuyện tình này sẽ đi đến đâu khi 6 tháng sau Iroha phải chuyển đi nơi khác.

## Nhân vật
Igarashi Iroha (五十嵐 色葉)
Lồng tiếng bởi: Serizawa Yū
Đóng bởi: Nakajo Ayami (live-action)
Tsutsui Hikari (筒井 光)
Lồng tiếng bởi:  (tiếng Nhật), Uenishi Teppei (tiếng Việt)
Đóng bởi: Sano Hayato (live-action)
Yūto Itō (伊東 悠人)
Lồng tiếng bởi: Aoi Shouta
Đóng bởi: Yutaro (live-action)
Ishino Arisa (石野 ありさ)
Lồng tiếng bởi: Tsuda Minami
Đóng bởi: Tsunematsu Yuri (live-action)
Takanashi Mitsuya (高梨 ミツヤ)
Lồng tiếng bởi: Terashima Takuma
Đóng bởi: Shimizu Hiroya (live-action)
Ayado Sumie (綾戸 純恵)
Lồng tiếng bởi: Ueda Reina
Đóng bởi: Kamishiraishi Moka (live-action)
Ezomichi (えぞみち)
Lồng tiếng bởi: Kanda Sayaka

## Danh sách tập anime

### Mùa 1
| Tập | Tên tập phim | Ngày phát sóng           |
| --- | --- | ------------------------ |
| 1   | "Ore ga aitsu to deatte shimatta ken nitsuite." (オレがあいつと出会ってしまった件について。)                      | Ngày 4 tháng 4 năm 2018  |
| 2   | "Ore no teisō ga pinchi ni natta ken nitsuite." (オレの貞操がピンチになった件について。)                          | Ngày 11 tháng 4 năm 2018 |
| 3   | "Ore to riajū ga iroiro kojiraseta ken nitsuite." (オレとリア充が色々こじらせた件について。                       | Ngày 18 tháng 4 năm 2018 |
| 4   | "Ore no ankoku-ki no ken nitsuite." (オレの暗黒期の件について。)                                                  | Ngày 25 tháng 4 năm 2018 |
| 5   | "Ore ga natsu no omoide wo tsukurou to shita ken nitsuite." (オレが夏の思い出を作ろうとした件について。)          | Ngày 2 tháng 5 năm 2018  |
| 6   | "Ore no ayamari-kata no ken nitsuite." (オレが夏の思い出を作ろうとした件について。)                               | Ngày 9 tháng 5 năm 2018  |
| 7   | "Ore to futari no joshi no ken nitsuite." (オレと二人の女子の件について。)                                        | Ngày 16 tháng 5 năm 2018 |
| 8   | "Ore ni wa kyanpu ga haireberuibentodatta ken nitsuite." (オレにはキャンプがハイレベルイベントだった件について。) | Ngày 23 tháng 5 năm 2018 |
| 9   | "Ore-tachi no surechigai no ken nitsuite." (オレたちのすれ違いの件について。)                                     | Ngày 30 tháng 5 năm 2018 |
| 10  | "Ore no kokuhaku no ken nitsuite." (オレの告白の件について。)                                                     | Ngày 6 tháng 6 năm 2018  |
| 11  | "Ore ga ki ni naru shinyū no koi no ken nitsuite." (オレが気になる親友の恋の件について。)                         | Ngày 13 tháng 6 năm 2018 |
| 12  | "Ore to aitsu no koi no katachi no ken nitsuite." (オレとあいつの恋のかたちの件について。)                        | Ngày 20 tháng 6 năm 2018 |

### Mùa 2
| Tập | Tên tập phim | Ngày phát sóng           |
| --- | --- | ------------------------ |
| 1   | "Ore-tachi ga riajū ni kataashi tsukkomi tsutsu aru ken nitsuite." (オレたちがリア充に片足つっこみつつある件について。) | Ngày 8 tháng 1 năm 2019  |
| 2   | "Bunka-sai ni okeru jūyō na yakuwari no ken nitsuite." (文化祭における重要な役割の件について。)                         | Ngày 15 tháng 1 năm 2019 |
| 3   | "Ore no kazoku ni matsuwaru yosō-gai na kiki no ken tsuite." (オレの家族にまつわる予想外な危機の件ついて。)             | Ngày 22 tháng 1 năm 2019 |
| 4   | "Ore no ryōshin no ren'ai hiwa no ken nitsuite." (オレの両親の恋愛秘話の件について。)                                   | Ngày 29 tháng 1 năm 2019 |
| 5   | "Ayado-san no arata naru nayami no ken nitsuite." ( 綾戸さんの新たなる悩みの件について。)                               | Ngày 5 tháng 2 năm 2018  |
| 6   | "Ore no onna tomodachi. Ishino-san no koi no ken nitsuite." (オレの女友達・石野さんの恋の件について。)                  | Ngày 12 tháng 2 năm 2019 |
| 7   | "Ore to futari no joshi no ken nitsuite." ( オレを悩ませる彼女からのお誘いの件について。)                               | Ngày 19 tháng 2 năm 2019 |
| 8   | "Ore no tomodachi ka mo shirenai yatsu ga kuttsuita ken nitsuite." (オレの友だちかもしれない奴がくっついた件について。) | Ngày 26 tháng 2 năm 2019 |
| 9   | "Ore no kōkō seikatsu no kui naki sentaku no ken nitsuite." (オレの高校生活の悔いなき選択の件について。)                | Ngày 5 tháng 3 năm 2019  |
| 10  | "Ore ga seimei no shinpi okangaeru ken nitsuite." (オレが生命の神秘を考える件について。)                                | Ngày 12 tháng 3 năm 2019 |
| 11  | "Ore to aitsu no saigo no yakusoku no ken nitsuite." (オレとあいつの最後の約束の件について。)                           | Ngày 19 tháng 3 năm 2019 |
| 12  | "Ore to aitsu no mirai no ken nitsuite." (オレとあいつの未来の件について。)                                             | Ngày 26 tháng 3 năm 2019 |